# 圆叶猴欢喜
圆叶猴欢喜（学名：Sloanea rotundifolia）为杜英科猴欢喜属下的一个种。